# Villerville
Villerville ist eine französische Gemeinde mit 606 Einwohnern (Stand: 1. Januar 2022) im Département Calvados in der Region Normandie. Sie gehört zum Arrondissement Lisieux und zum Kanton Honfleur-Deauville. Die Einwohner werden Villervillais genannt.

## Geografie
Villerville liegt etwa zehn Kilometer südlich von Le Havre an der Seinebucht des Ärmelkanals. Umgeben wird Villerville von den Nachbargemeinden Cricquebœuf im Osten sowie Trouville-sur-Mer im Süden und Westen.

## Bevölkerungsentwicklung
| Jahr                       | 1962 | 1968 | 1975 | 1982 | 1990 | 1999 | 2006 | 2013 | 2019 |
| Einwohner                  | 750  | 728  | 722  | 733  | 686  | 676  | 750  | 698  | 593  |
| Quellen: Cassini und INSEE |      |      |      |      |      |      |      |      |      |

## Sehenswürdigkeiten
- Kirche Mariä Himmelfahrt aus dem 12. Jahrhundert, Monument historique
- Schloss Le Manoir aus dem 19. Jahrhundert
- Schloss Champ-Vert aus dem 19. Jahrhundert
- Menhir Grosse Pierre de la Bergerie

## Persönlichkeiten
- Édouard Joseph Dantan (1848–1897), Maler
- Paul Jamot (1863–1939), Kunsthistoriker und Maler
- Fernand Ledoux (1897–1993), Schauspieler

## Gemeindepartnerschaft
Mit der deutschen Gemeinde Hausen bei Würzburg in Bayern besteht seit 2001 eine Partnerschaft.